# Reality (álbum de No Children)
Reality es el segundo disco de la banda mallorquina de Punk Rock, No Children. Salió al mercado en 2004 bajo el sello de Electric Chair Records y BlauDiscmedi. Consta de 12 canciones, todas ellas en inglés, excepto una en castellano, la número siete "¿Quién Soy Yo?"
Como sorpresa para los fanes del grupo, si se espera después de la última canción pueden encontrar un "huevo de Pascua" por parte de los autores del disco.
Su duración total es de 43 minutos 07 segundos

## Lista de canciones
01. To the World 0'43

02. We Are Not Alone 1'14

03. Everything Turns Red 2'52

04. Life Is Made to Roll 4'36

05. Freedom (the Ones) 3'03

06. Mend the Pieces 3'35

07. ¿Quién Soy Yo? 3'09

08. Burning Flags 4'05

09. The Places I Belong 3'56

10. Time to Kill 2'48

11. Point Of Start 2'08

12. Bleeding Into Scars 10'52

- Datos: Q6102242